# Locked in a Garage Band
Pour plus de détails, voir Fiche technique et Distribution.
Locked in a Garage Band est un film réalisé par Jennifer Westcott sorti en 2012,.

## Distribution
- Scott Lyster : Richie
- Ella Simon : Meadow
- Luke Jennings : Schinder
- Katelyn Wallace : Abby
- Andrew Jenkins : Scott
- Brittney Wilson : Laura-Kate
- Alex Diakun : Mr. Kaminski
- Cashel Satchwell : Lizzie
- Duncan Polson : Dwight
- Ellie Harvie : Judy
- Kristina Agosti : Trophy Wife
- Brendan Beiser : Abby's dad
- Joanne Wilson : Scott's Mom
- Matthew MacDonald-Bain : Pizza Dude
- Leslie Lewis : Mrs. Feldman (comme Leslie Lewis Sword)
- Tanner MacLeod : Window Washer #1
- Alex Goldie : Window Washer #2